# Quercus lowii
Quercus lowii là một loài thực vật có hoa trong họ Cử. Loài này được King miêu tả khoa học đầu tiên năm 1889.

## Hình ảnh